# الدكم (القبيطة)

تعديل مصدري - تعديل

الدكم هي إحدى قرى عزلة كرش بمديرية القبيطة التابعة لمحافظة لحج، بلغ تعداد سكانها 126 نسمة حسب تعداد اليمن لعام 2004.